# Eclipse (yacht)
M/Y Eclipse är en lyxyacht tillverkad av Blohm + Voss i Hamburg. Hon sjösattes 2009 och levererades till sin ägare Roman Abramovitj i december 2010. Eclipse designades av Terence Disdale och med sina 164 meter var Eclipse när den levererades världens största yacht, något större än tidigare rekordhållaren Dubai. 2013 blev Eclipse världens näst största yacht efter att den 180 meter långa Azzam sjösatts.  Eclipse har sängplatser till 36 gäster i 18 hytter, plus en besättning på 70 personer.
Kostnaden för Eclipse uppskattas till €340 miljoner, men prisuppgifter på upp till $1,2 miljarder har förekommit. Bland utrustningen är två helikopterplattor, swimmingpool, biosalong och en ubåt, samt omfattande säkerhetsutrustning, såsom missilskydd och en särskild "anti-paparazzi-sköld" som påstås sända laserstrålar som oskadliggör foton som tas av båten..
Eclipse kan chartras för $2 miljoner per vecka.

## Bilder

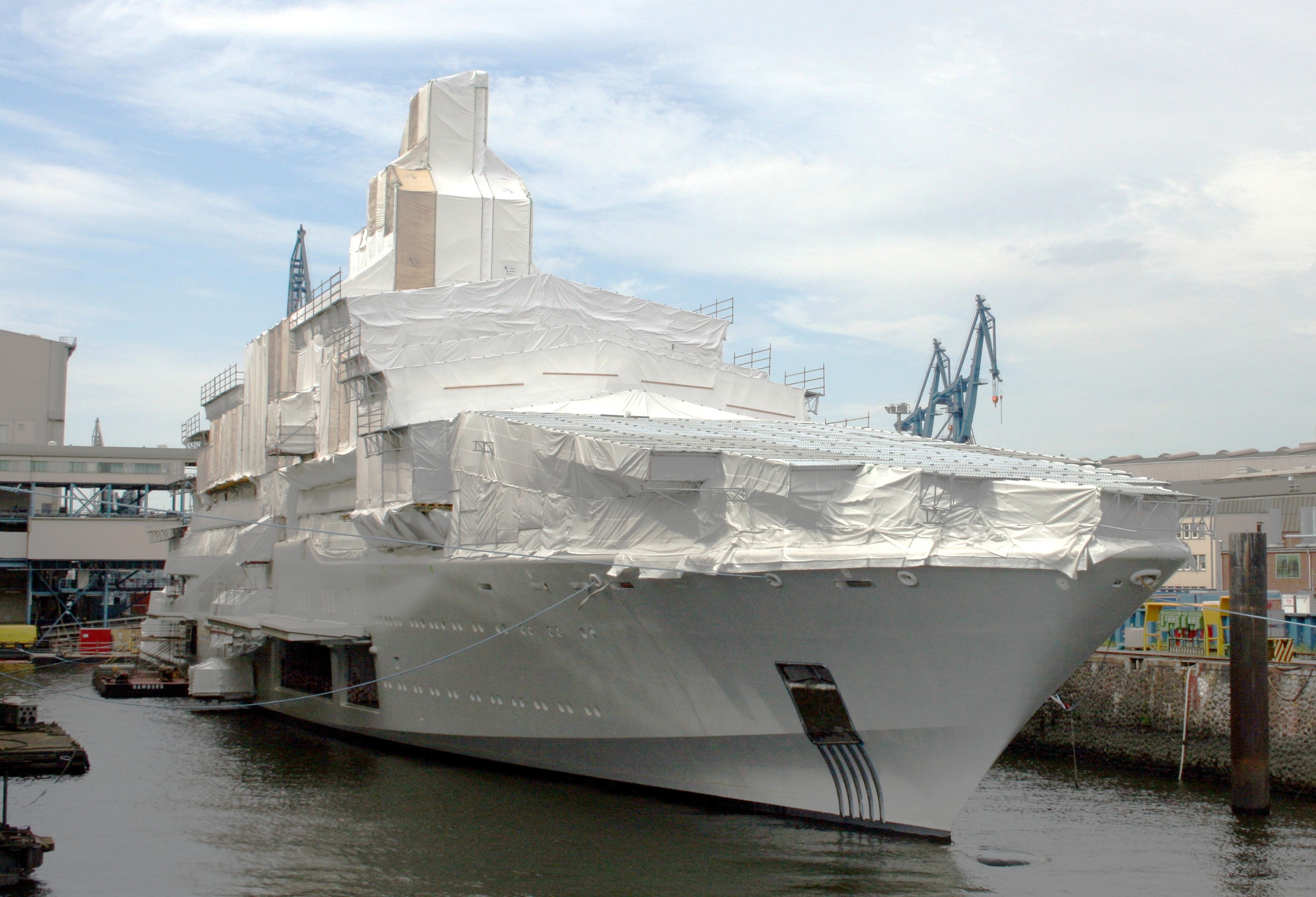
Eclipse hos Blohm + Voss.
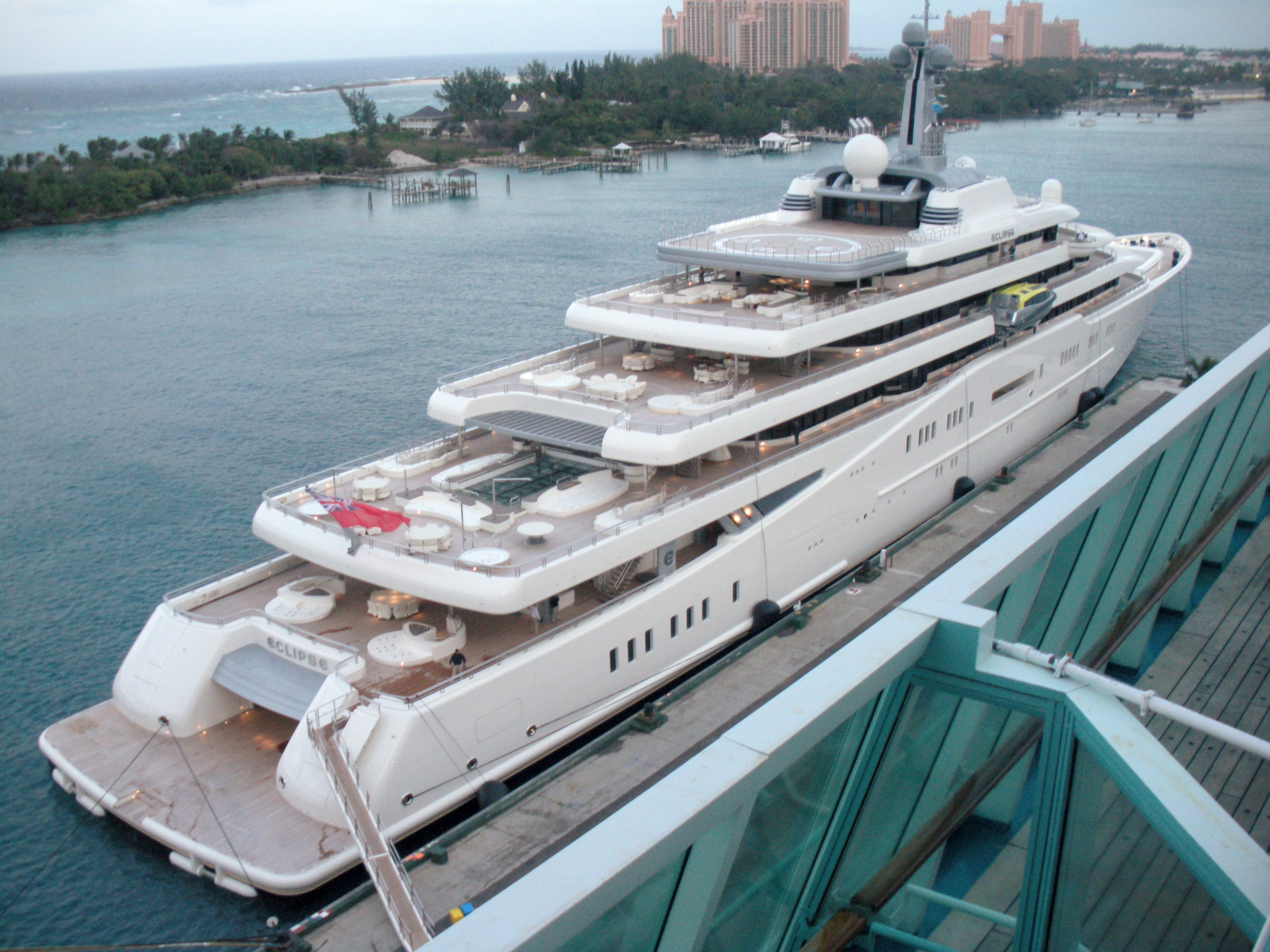
Eclipse i Nassau, 2011.
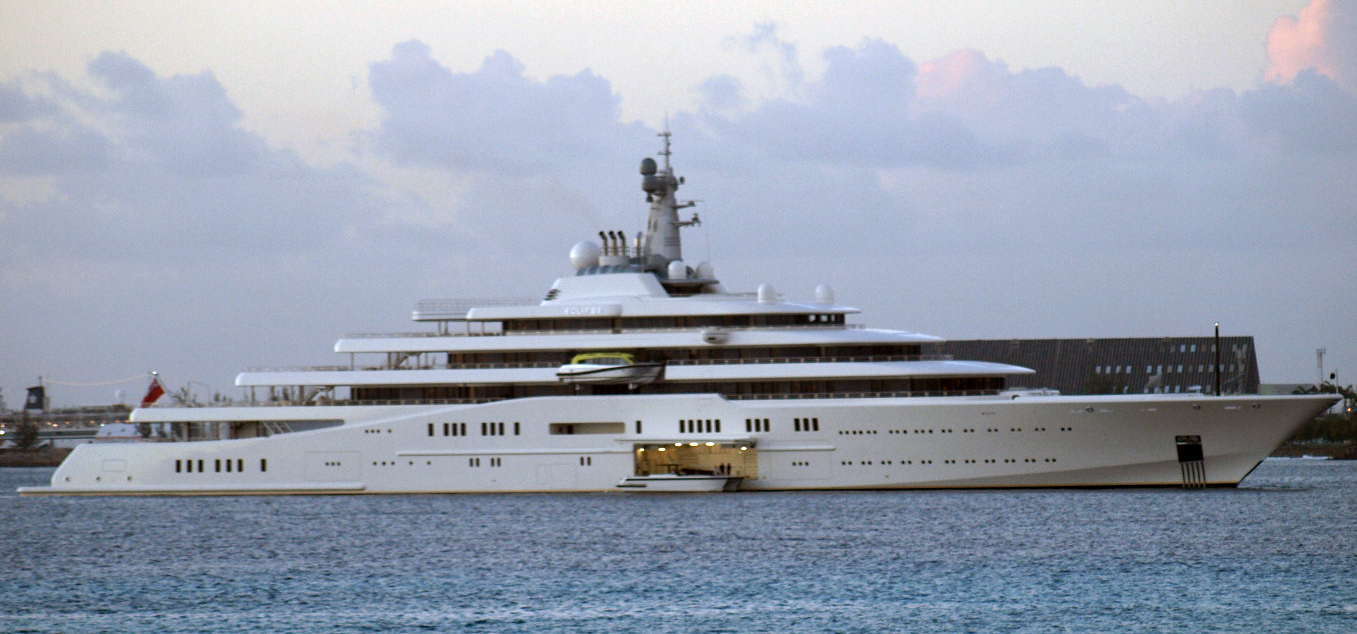
En av Eclipses tenders sjösätts.